# Phrynocephalus
Phrynocephalus – rodzaj niewielkich jaszczurek z podrodziny Agaminae w rodzinie agamowatych (Agamidae).

## Zasięg występowania
Rodzaj obejmuje gatunki występujące w skrajnie południowo-wschodniej części Europy (P. guttatus, P. helioscopus i P. mystaceus), na Kaukazie oraz od Półwyspu Arabskiego po środkową Azję. Żyją na terenach suchych i kamienistych.

## Systematyka

### Etymologia
- Phrynocephalus: gr. φρυνη phrunē, φρυνης phrunēs „ropucha”[9]; -κεφαλος -kephalos „-głowy”, od κεφαλη kephalē „głowa”[10].
- Megalochilus: gr. μεγας megas, μεγαλη megalē „wielki”[11]; χειλος kheilos, χειλεος kheileos „warga, usta”[12]. Gatunek typowy: Lacerta aurita Gmelin, 1789 (= Lacerta mystacea Pallas, 1776).
- Saccostoma: gr. σακκος sakkos „worek, torba”[13]; στομα stoma, στοματος stomatos „usta”[14]. Gatunek typowy: Lacerta aurita Gmelin, 1789 (= Lacerta mystacea Pallas, 1776).
- Helioscopus: gr. ἡλιος hēlios „słońce”[15]; σκοπος skopos „poszukiwacz”, od σκοπεω skopeō „badać”[16]. Gatunek typowy: Lacerta helioscopa Pallas, 1771.
- Phrynosaurus: gr. φρυνη phrunē, φρυνης phrunēs „ropucha”[9]; σαυρος sauros „jaszczurka”[17]. Gatunek typowy: Phrynocephalus olivieri Duméril & Bibron, 1837 (= Agama scutellata Olivier, 1807).
- Oreosaura: gr. ορος oros, ορεος oreos „góra”[18]; σαυρος sauros „jaszczurka”[17]. Gatunek typowy: Phrynocephalus vlangalii Strauch, 1876).

### Podział systematyczny
Do rodzaju należą następujące gatunki:

- Phrynocephalus ananjevae Melnikov, Melnikova, Nazarov & Rajabizadeh, 2013
- Phrynocephalus arabicus Anderson, 1894
- Phrynocephalus axillaris Blanford, 1875
- Phrynocephalus clarkorum Anderson & Leviton, 1967
- Phrynocephalus erythrurus Zugmayer, 1909
- Phrynocephalus euptilopus Alcock & Finn, 1897
- Phrynocephalus forsythii Anderson, 1872
- Phrynocephalus frontalis Strauch, 1876
- Phrynocephalus golubewii Shenbrot & Semyonov, 1990
- Phrynocephalus guttatus (Gmelin, 1789)
- Phrynocephalus helioscopus (Pallas, 1771) – krągłogłówka słoneczna
- Phrynocephalus hispidus Bedriaga, 1909
- Phrynocephalus horvathi Mehely, 1894
- Phrynocephalus interscapularis Lichtenstein & Martens, 1856
- Phrynocephalus kangsuensis Liang & Shi, 2024
- Phrynocephalus kulagini Bedriaga, 1909
- Phrynocephalus lutensis Kamali & Anderson, 2015
- Phrynocephalus luteoguttatus Boulenger, 1887
- Phrynocephalus maculatus Anderson, 1872
- Phrynocephalus meridionalis (Dunayev, Solovyeva & Poyarkov, 2012)
- Phrynocephalus mystaceus (Pallas, 1776) – krągłogłówka uszasta
- Phrynocephalus ornatus Boulenger, 1887
- Phrynocephalus persicus De Filippi, 1863 – krągłogówka perska
- Phrynocephalus przewalskii Strauch, 1876
- Phrynocephalus putjatai Bedriaga, 1909
- Phrynocephalus raddei Boettger, 1888
- Phrynocephalus reticulatus Eichwald, 1831
- Phrynocephalus roborowskii Bedriaga, 1906
- Phrynocephalus rossikowi Nikolsky, 1898
- Phrynocephalus saidalievi (Sattorov, 1981)
- Phrynocephalus sakoi Melnikov, Melnikova, Nazarov, Al-Johany & Ananjeva, 2015
- Phrynocephalus scutellatus (Olivier, 1807)
- Phrynocephalus strauchi Nikolsky, 1899
- Phrynocephalus theobaldi Blyth, 1863
- Phrynocephalus versicolor Strauch, 1876
- Phrynocephalus vindumi Golubev, 1998
- Phrynocephalus vlangalii Strauch, 1876